# Teodora I
Împărăteasa Teodora (în greacă Θεοδώρα; n. 500 d.Hr., Cipru – d. 28 iunie 548 d.Hr., Constantinopol, Imperiul Roman de Răsărit) a fost una din cele mai importante împărătese bizantine, fiind soția împăratului Iustinian I.
Principala sursă istorică a vieții lui Teodora I  sunt scrierile lui Procopius din Cezareea. Acesta a oferit trei portrete ale împărătesei, dar unul dintre acestea este contradictoriu cu celelalte două. În Războaiele lui Iustinian acesta o portretizează ca o regină curajoasă și influentă care a salvat tronul soțului său, împăratul Iustinian. În Istoria secretă, scrisă ulterior și descoperită câteva sute de ani mai târziu la Vatican, Iustinian este descris ca fiind crud, lipsit de scrupule, risipitor și incompetent iar Teodora este imaginea vulgarității și plină de dorințe sexuale nestăvilite. Aceasta de asemenea este descrisă ca fiind un geniu malefic și având o răutate calculată. Procopiu susține chiar că ambii erau demonii ale căror capete noaptea își părăseau corpurile și bântuiau palatul. Lucrarea Realizările lui Iustinian, scrisă cam în aceeași perioadă cu Istoria secretă, este o carte de laudă excesivă a împăraților Iustinian și Teodora, care îi portretizează ca pe un cuplu pios. În afară de pietatea acestora, pune în evidență și frumusețea deosebită a acesteia. 
Conform Istoriei secrete, Teodora s-a născut într-o familie săracă, fiind fiica unui îngrijitor de urși de la circ. Ea a fost la început actriță, curtezană și, după unii critici, prostituată. În 523, Teodora s-a căsătorit cu Iustinian, moștenitorul tronului bizantin, iar când acesta a devenit împărat, ea a devenit sfetnica sa cea mai de vază.  Deși nu a fost numită niciodată co-regentă, ea a avut o mare influență asupra treburilor de stat. Datorită istețimii sale a fost înfrântă răscoala Nika din Constantinopol. A interzis comerțul cu femei tinere și a sprijinit partidul Chalcedonian.
Teodora a murit la vârsta de 48 de ani de cancer la sân. A fost înmormântată în Biserica Sfinții Apostoli din Constantinopol.

## Legături externe
- Teodora, prostituata împărăteasă Arhivat în 3 octombrie 2013, la Wayback Machine., 23 iunie 2010, Historia